# Saint-Astier (Dordogna)
Saint-Astier è un comune francese di 5 583 abitanti situato nel dipartimento della Dordogna nella regione della Nuova Aquitania.

## Società

### Evoluzione demografica
Abitanti censiti